# 綾乃梓
綾乃 梓（あやの あずさ、1983年6月15日 - ）は日本の元AV女優。
栃木県出身。高身長とJカップの日本人離れしたボディとイキまくるSEXのインパクトで人気だった。

## 略歴
AVデビュー前、Vシネマなどに出演していた。
2004年にアイデアポケット専属女優としてAVデビューした。
2005年9月11日には「エロスの王宮」先行発売イベントに小森美樹、原千尋、滝沢優奈と出演した。
2006年に引退した。

## 出演作品

### オリジナルビデオ
- 女復讐人（2004年10月1日（レンタル） / 2004年11月1日（セル）、エンゲル）

### イメージビデオ
- 101 Dynamites（2005年5月20日、日本メディアサプライ）

### アダルトビデオ
綾乃梓 名義
2004年
- FIRST IMPRESSION（12月8日、アイデアポケット）[1]

2005年
- DIGITAL CHANNEL（1月8日、アイデアポケット）[1]
- 綾乃梓が痴女だったら（2月8日、アイデアポケット）[1]
- ANGEL BEAUTY（3月8日、アイデアポケット）[1]
- Semen Drunker（4月8日、アイデアポケット）[1]
- 爆乳MAX FUCKER（5月7日、アイデアポケット）[1]
- アクリルファック（6月1日、MOODYZ）[2]
- デジタルモザイク Vol.082（8月13日、MOODYZ）[2]
- エロスの王宮（9月13日、MOODYZ）[2]
- 使い捨てM奴隷24（10月13日、MOODYZ）[2]
- 綾乃梓BEST（11月1日、アイデアポケット）[1]
- 黒人と爆乳、デジタルモザイク（11月13日、MOODYZ）[2]
- 爆乳ハミ出し喰い込み水着（12月1日、MOODYZ）[2]
- 男汁バイキング5（12月13日、MOODYZ）[2]

2006年
- 黒人と淫女と乱交（1月13日、MOODYZ）[2]
- ウルトラデジモ&ウルトラ痴女（1月19日、クロス）
- エロスの王宮 〜最終章〜（2月1日、MOODYZ）[6]
- ど痴女 vol.10 超ド級!!強制チ○ポ狩りの雌女（2月3日、U&K）
- 中出しマニア新薬実験サークル 痙攣アクメ地獄（2月4日、SODクリエイト）
- スイカップ女子アナ 危機一髪!101cmJカップ綾乃梓（2月4日、ディープス）[7]
- 女教師 中出し20連発（2月4日、アイエナジー）
- 170以上の女（2月4日、アキノリ）
- 変態女教師陵辱（2月4日、タカラ映像）
- 告白 インケイジュ 4（2月7日、ワープエンタテインメント）
- 巨乳愛好家 AZUSA（2月16日、ガッツ）
- 素人ギャルズ［LEVEL A］ Ver.20（2月17日、アリスJAPAN）
- M痴女【犯ラレル痴女 －Azusa Ayano－】（2月19日、スタイルアート）
- インモラル J-cup（3月1日、MOODYZ）※総集編[2]
- Premiere Leg'vol.5（3月3日、U&K）
- 立花里子の奴隷部屋（3月3日、GLAY'z）
- 完全貸切 179cm!Jカップ バスガイド綾乃梓とイク!!極上ボディー満喫ツアー（3月4日、ディープス）
- ハイパー スレスレ モザイク vol.8（3月4日、アイエナジー）
- 超高層接吻タワー（3月5日、ワープエンタテインメント）
- レイプ現場 VII（3月10日、隼エージェンシー）
- 痴女ヒルズ族（3月13日、MOODYZ）[2]
- E.GIRL CLUB 5（3月15日、ジェイモデル）
- ウルトラデジモ&W高身長痴女（3月19日、クロス）
- 高身長の女（3月31日、メディアバンク）
- 綾乃梓VS素人（4月5日、ワープエンタテインメント）
- HIGHEST SEX 長身美女絶頂（4月6日、タカラ映像）
- 巨乳女忍者陵辱中出しレイプ〜砕かれた貞操とプライド〜（4月6日、ヒビノ）
- 巨乳中出し240 X（4月10日、隼エージェンシー）
- オナニスト ［第十三章］（4月10日、隼エージェンシー）
- 実家にアポなし!女AD（恥）リアル家庭内セックス（5月4日、SODクリエイト）
- 巨乳女教師 中出し輪姦（5月4日、ヒビノ）
- 女怪盗女豹4密林の秘宝プアゾン（5月7日、アタッカーズ）[8]
- 挑発系 美乳爆乳（5月7日、桃太郎映像出版）
- THE 巨乳キャンペーンガール 3 [カラダを配布する女]（5月15日、ドリームチケット）
- 女デカ 中出し凌辱捜査（5月18日、アイエナジー）
- 女体拷問研究所 8（5月18日、DO素人）
- 強制レイプマニアックス 9（5月19日、メディアバンク）
- 美乳カメラ 2 おもわず触りたくなるおっぱい映像（5月25日、イエロー）
- 巨乳 LOVE III（6月12日、隼エージェンシー）撮りおろし
- ウルトラスレスレモザイク NO.04（6月22日、アイエナジー）
- LA*Lady ［ちょっぴリッチな誘惑］（7月15日、ドリームチケット）
- 長身女教師 中出し20連発（7月20日、アイエナジー）
- 濃縮（7月21日、オブテイン・フューチャー）
- すごいカラダの童貞喰い（8月19日、ドグマ）
- THE巨乳風俗嬢2 [魅惑の爆乳フードル]（8月15日、ドリームチケット）
- 黒人 中出し20連発（8月17日、アイエナジー）
- ふたなりズム 4（8月19日、ドグマ）
- 爆乳綾乃梓姫と7人の小人痴女（8月19日、クロス）
- 梓にしてもらいたいこと…（8月25日、しのだプロジェクト）
- 妄想競泳水着奴隷（9月7日、アタッカーズ）[8]
- 高身長巨乳M女&低身長巨乳S女（9月19日、クロス）
- 悶絶スケルトン椅子（12月1日、V（ヴィ））
- やっぱ!中出しでしょ5 *12人の中出し姫*（12月10日、隼エージェンシー）

2007年
- 4時間完全撮り下ろし!! 17人の口まんこフェラ痴オ（2月19日、桃太郎映像出版）

## 書籍

### 写真集
- 『超乳―綾乃梓写真集』撮影:マキハラススム（2004年10月、メディアックス）ISBN 978-4896136906